# 拉伊萊羅斯
拉伊萊羅斯（法語：L'Haÿ-les-Roses，法語發音：[laj le ʁoz] ⓘ），法国中北部城市，法兰西岛大区马恩河谷省的一个市镇，同时也是该省的一个副省会，下辖拉伊莱罗斯区，其市镇面积为3.9平方公里，2022年1月1日时人口数量为31,338人，在法国城市中排名第254位。
拉伊莱罗斯位于马恩河谷省西部，巴黎市区正南方向，是大巴黎都会区的组成部分，也是一个区域性的政治和经济中心。拉伊莱罗斯因其境内的玫瑰种植园而闻名，后者建于19世纪末，占地1.5公顷，约有三千四百个品种共计约1.1万株玫瑰，是法国乃至世界上最大的人工玫瑰种植园之一。

## 地名来源

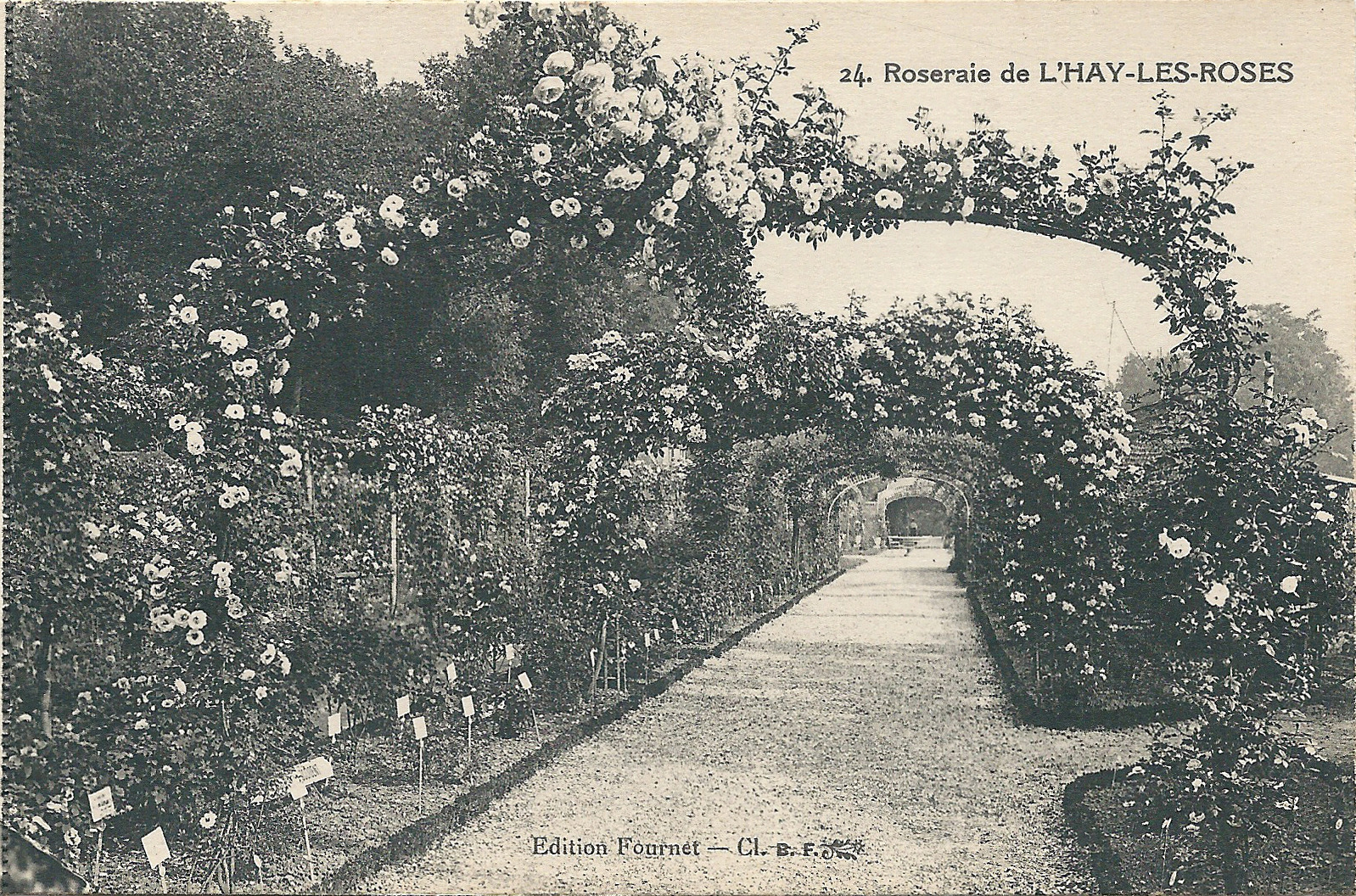
20世纪20年代的拉伊莱罗斯玫瑰园一角

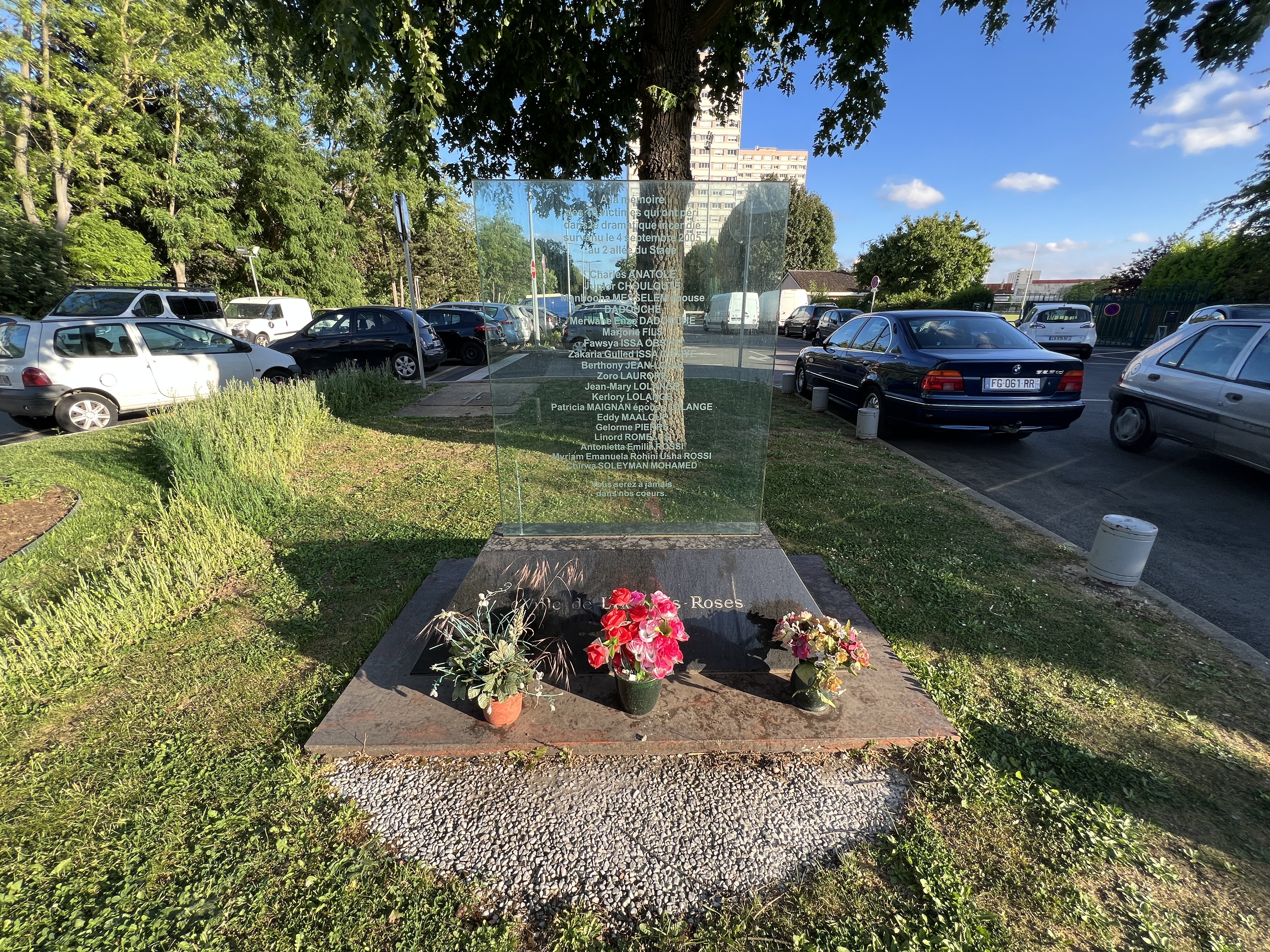
2005年9月4日火灾遇难者纪念碑

根据法国地名学家阿尔贝·多扎的论述，“L'Haÿ”一名最初于公元795年以拉丁语“Laiacum”的形式被记载，后者意为“Laius的庄园”；“Laius”一名则转写自古罗马人名“Lagius”，其历史上为当地的一名领主，具体生平尚有待考证。
“莱罗斯”这一后缀自1914年起成为当地官方名称的一部分。

## 历史
拉伊莱罗斯的早期历史尚不清楚。根据当地官方网站的论述，拉伊最初在公元798年查理大帝的一份宪章中被提及。中世纪中后期，拉伊长期为法兰西岛的一处普通农业村落。法国大革命后，拉伊成为巴黎省（1801年更名为“塞纳省”）的一个市镇。普法战争期间，多名来自拉伊的居民前往巴黎参加抗击普鲁士军队的战役。为纪念战争遇难者，1894年，法国玫瑰学家朱尔·格拉沃罗在拉伊附近开辟了面积达1.5公顷的玫瑰种植园，“拉罗斯”一名亦由此产生。直至20世纪初，拉伊尚为一个以农业生产为主要经济活动的市镇。二战后，随着巴黎的城市扩张，拉伊莱罗斯人口数量快速增加，其境内出现了多处集中式居民区。1968年，塞纳省被撤销，拉伊莱罗斯被划入新成立的马恩河谷省内。1972年，拉伊莱罗斯被设立为一个副省会。2002年6月30日，拉伊莱罗斯市政厅遭遇大火，其收藏的多个陶瓷文物被烧毁。2005年9月4日，拉伊莱罗斯三名女孩在一处居民公寓楼附近玩火引发特大火灾，造成18人遇难。

## 地理

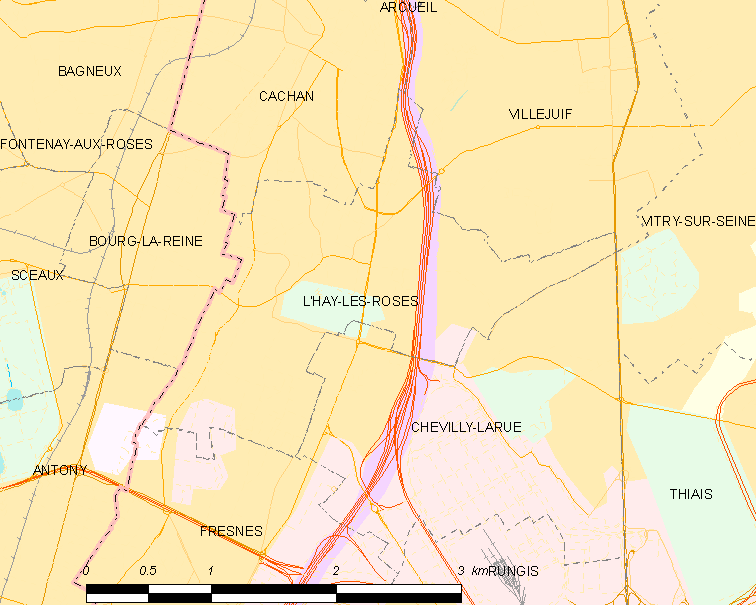
拉伊莱罗斯市镇范围地图

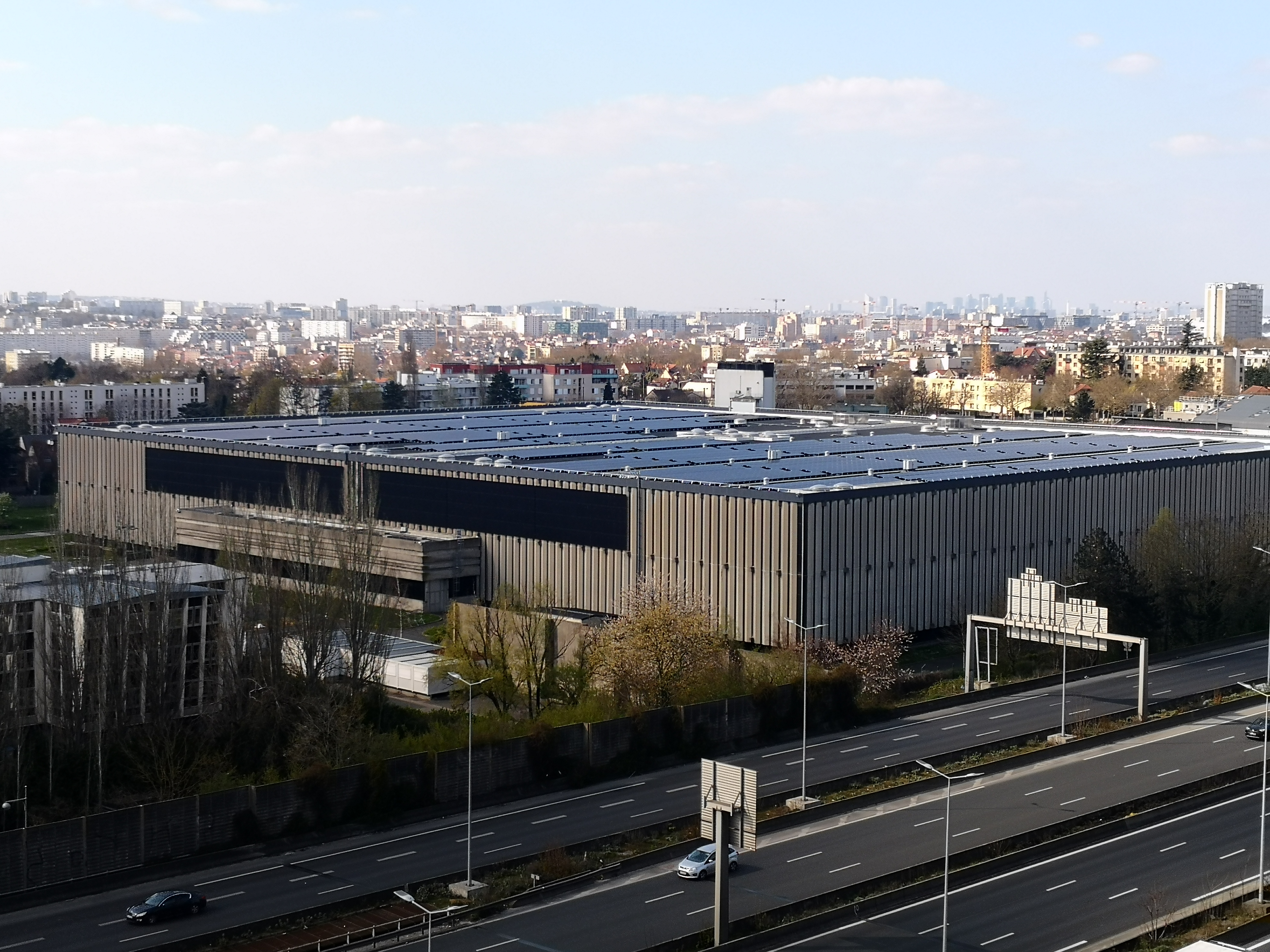
拉伊莱罗斯水厂及后方的巴黎市区西部近郊

拉伊莱罗斯位于法国中北部，法兰西岛大区中部和马恩河谷省西部，距离省会克雷泰伊大约12公里。与拉伊莱罗斯接壤的市镇包括：安东尼、拉雷讷堡、卡尚、维勒瑞夫、舍维伊拉吕、弗雷讷。

### 地形
拉伊莱罗斯位于巴黎盆地腹地，境内以平原和浅丘为主，市镇中心地势较为平坦，东南部部分区域略有起伏，全境海拔在42到109米之间。

### 水文
拉伊莱罗斯位于塞纳河流域范围内，比耶夫尔河自南向北流经境内西部，该河在拉伊莱罗斯及其下游的河段已基本被人工建筑物覆盖。

### 植被
拉伊莱罗斯属于温带阔叶混交林区，市区内的主要绿地公园包括玫瑰园公园（Parc départemental de la Roseraie）、比耶夫尔河公园（Parc de la Bièvre）等，均常年免费向公众开放。
在鲜花城市的评比中，拉伊莱罗斯被评为1星级鲜花城市。

### 气候
拉伊莱罗斯在柯本气候分类法中属于温带海洋性气候。
距离拉伊莱罗斯最近的常年气象站位于维勒瑞夫境内，以下为该气象站的数据（其中日照数据取自巴黎-奥利机场）：
| 维勒瑞夫 1981年－2019年 | 维勒瑞夫 1981年－2019年 | 维勒瑞夫 1981年－2019年 | 维勒瑞夫 1981年－2019年 | 维勒瑞夫 1981年－2019年 | 维勒瑞夫 1981年－2019年 | 维勒瑞夫 1981年－2019年 | 维勒瑞夫 1981年－2019年 | 维勒瑞夫 1981年－2019年 | 维勒瑞夫 1981年－2019年 | 维勒瑞夫 1981年－2019年 | 维勒瑞夫 1981年－2019年 | 维勒瑞夫 1981年－2019年 | 维勒瑞夫 1981年－2019年 |
| 月份                    | 1月                     | 2月                     | 3月                     | 4月                     | 5月                     | 6月                     | 7月                     | 8月                     | 9月                     | 10月                    | 11月                    | 12月                    | 全年                    |
| ----------------------- | ----------------------- | ----------------------- | ----------------------- | ----------------------- | ----------------------- | ----------------------- | ----------------------- | ----------------------- | ----------------------- | ----------------------- | ----------------------- | ----------------------- | ----------------------- |
| 历史最高温 °C（°F）     | 16.4 (61.5)             | 20.4 (68.7)             | 23.5 (74.3)             | 29.6 (85.3)             | 33 (91)                 | 37.6 (99.7)             | 37.3 (99.1)             | 40.5 (104.9)            | 32.4 (90.3)             | 30.5 (86.9)             | 21.6 (70.9)             | 17 (63)                 | 40.5 (104.9)            |
| 平均高温 °C（°F）       | 7.6 (45.7)              | 9 (48)                  | 12.9 (55.2)             | 16.1 (61.0)             | 20.7 (69.3)             | 23.3 (73.9)             | 25.9 (78.6)             | 25.9 (78.6)             | 21.6 (70.9)             | 16.7 (62.1)             | 10.9 (51.6)             | 7.4 (45.3)              | 16.5 (61.7)             |
| 日均气温 °C（°F）       | 5 (41)                  | 5.8 (42.4)              | 8.7 (47.7)              | 11.3 (52.3)             | 15.7 (60.3)             | 18.2 (64.8)             | 20.5 (68.9)             | 20.5 (68.9)             | 16.6 (61.9)             | 12.7 (54.9)             | 7.9 (46.2)              | 4.9 (40.8)              | 12.3 (54.1)             |
| 平均低温 °C（°F）       | 2.4 (36.3)              | 2.5 (36.5)              | 4.5 (40.1)              | 6.5 (43.7)              | 10.6 (51.1)             | 13.1 (55.6)             | 15.1 (59.2)             | 15 (59)                 | 11.7 (53.1)             | 8.8 (47.8)              | 5 (41)                  | 2.5 (36.5)              | 8.1 (46.6)              |
| 历史最低温 °C（°F）     | −12 (10)                | −12.2 (10.0)            | −7.2 (19.0)             | −1 (30)                 | 0.6 (33.1)              | 4.9 (40.8)              | 7 (45)                  | 7.4 (45.3)              | 4.2 (39.6)              | −1.5 (29.3)             | −7.8 (18.0)             | −9.9 (14.2)             | −12.2 (10.0)            |
| 平均降水量 mm（）       | 58.1 (2.29)             | 47 (1.9)                | 51.2 (2.02)             | 53.8 (2.12)             | 62.8 (2.47)             | 52.1 (2.05)             | 61.9 (2.44)             | 52.1 (2.05)             | 49.6 (1.95)             | 64.2 (2.53)             | 55 (2.2)                | 62.3 (2.45)             | 670.1 (26.38)           |
| 月均日照時數            | 43.4                    | 66.3                    | 162.6                   | 172.4                   | 165.4                   | 176.6                   | 232.1                   | 220.4                   | 193.9                   | 131.9                   | 49.1                    | 55.3                    | 1,669.4                 |
| 来源：infoclimat.fr     |                         |                         |                         |                         |                         |                         |                         |                         |                         |                         |                         |                         |                         |

## 行政区划
拉伊莱罗斯的市镇编号为94038，邮政编号为94240。
在行政管理方面，拉伊莱罗斯隶属于法国法兰西岛大区马恩河谷省，同时也是该省的一个副省会，下辖拉伊莱罗斯区；在地方选举方面，拉伊莱罗斯是拉伊莱罗斯县的中央投票站所在地，其市镇范围全境被划入马恩河谷省第七选区；在社会管理方面，拉伊莱罗斯是大巴黎都会区和大奥利-塞纳-比耶夫尔公共土地管理局的组成部分。
拉伊莱罗斯市镇被划为六个街区，并实行街区自治制度。拉伊莱罗斯的巴黎人花园（Jardins Parisiens）、巴黎人花园球场（Jardins Parisiens - Stade）、拉利耶（Lallier）和勒邦-奥沙尔-梅尔默兹（Lebon - Hochart - Mermoz (Lozaits Sud)）四个街区为城市政策优先街区。
法国国家统计与经济研究所（简称）在进行数据统计时，将拉伊莱罗斯及相邻的另外428个市镇设为巴黎城市核心区（2020年扩充至431个），并将包括核心区在内的周边共1,794个市镇划为巴黎城市区。自2020年起，巴黎城市区被包含1,949个市镇的巴黎城市辐射区代替。此外，还将拉伊莱罗斯市镇分为了12个“块区”（IRIS），以便于统计人口分布情况。

## 交通

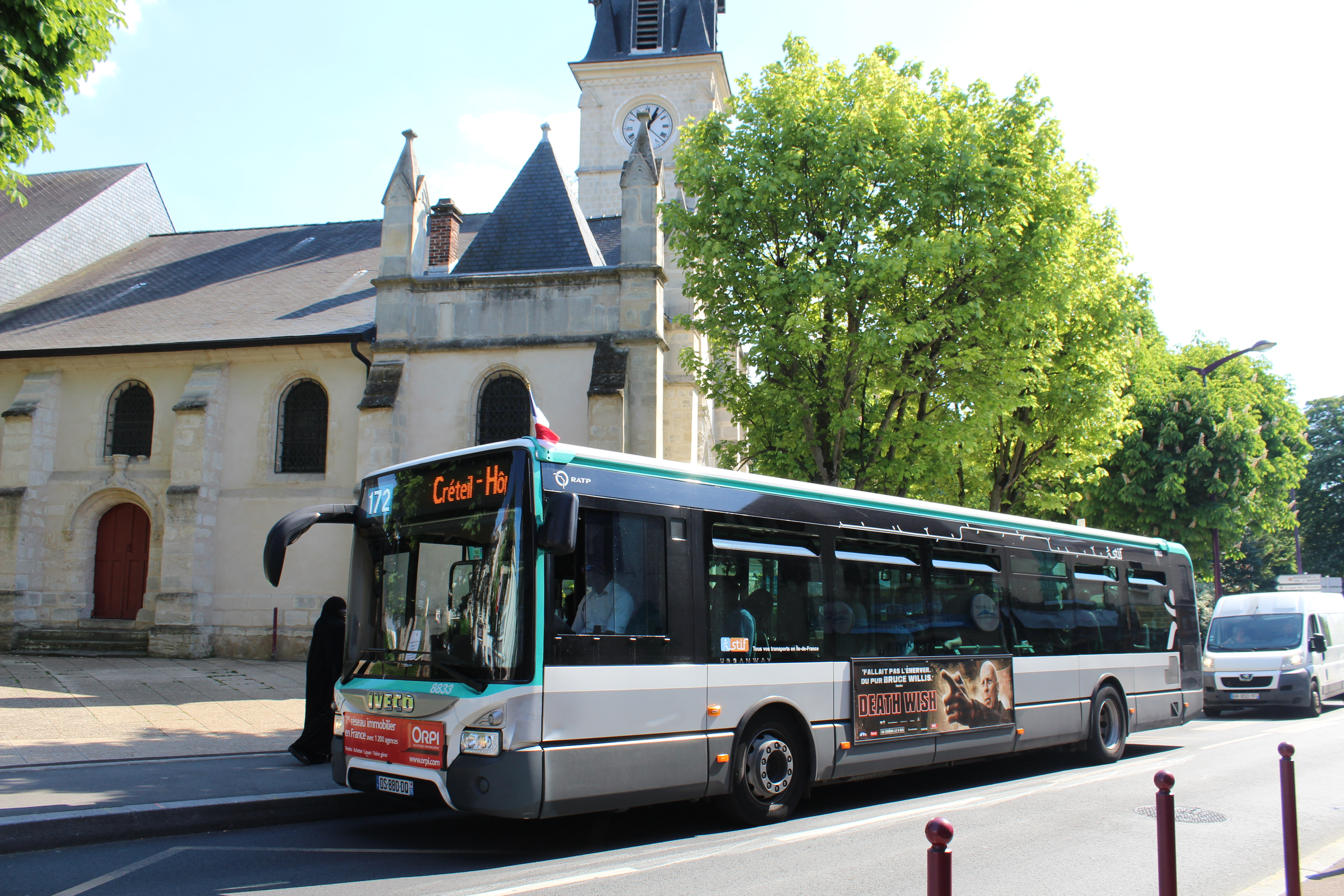
途径拉伊莱罗斯的巴黎公交172路

### 公路
A6高速公路（含A和B两条支线）经过拉伊莱罗斯并设有出入口，此外多条马恩河谷省省道在拉伊莱罗斯境内交汇。当地的普通道路均已完成城市化改造，配有照明、排水、人行道等设施。
| （外环） | 2.8 |

| （内环） | 3.4 |

| 克雷泰伊 | 17 |

| 迈松阿尔福 | 8 |

| 塞纳河畔维特里 | 5 |

| 维勒瑞夫 | 4 |

| 安东尼 | 6 |

| 索镇 | 4 |

2019年，71.2%的拉伊莱罗斯家庭拥有至少一辆私人汽车。2019年，拉伊莱罗斯境内共发生各类交通事故59起，造成78人受伤，其中3人重伤。

### 铁路
距离拉伊莱罗斯最近的铁路客运车站为皇后镇站，该站停靠法兰西岛大区快铁B线。

### 航空
距离拉伊莱罗斯最近的民用航空站为巴黎-奥利机场，距离拉伊莱罗斯市中心的公路里程约7公里。

### 城市公共交通
巴黎公交131路、172路、184路、186路、187路、192路、193路、286路，瓦卢埃特公交路网V2线、V7线以及法兰西岛夜班车N121线经过拉伊莱罗斯境内。
| 途经拉伊莱罗斯境内的主要公共交通线路 |                            | |
| 类型                                 | 运营商                     | 线路 |
| 公共汽车                             | RATP                       | 131：巴黎-意大利门 ↔ 勒克雷姆兰-比塞特尔 ↔ 居斯塔夫·鲁西学院 ↔ 凡尔登-共和国 ↔ 莱达利亚 ↔ 舍维伊拉吕市政厅 ↔ 朗日斯兄弟站 172：克雷泰伊-亨利·蒙多尔医院 ↔ 克雷泰伊-莱沙地铁站 ↔ 快铁迈松阿尔福-阿尔福维尔站 ↔ MAC-VAL博物馆 ↔ 维勒瑞夫路易·阿拉贡 ↔ 凡尔登-共和国 ↔ 商业中心 ↔ 戴高乐-古诺-塔巴努 ↔ 拉伊莱罗斯市政府 ↔ 副省政府-玫瑰园 ↔ 小罗班松 ↔ 快铁皇后镇站 184：巴黎-意大利门 ↔ 让蒂伊市政府/拉斯帕伊-让·饶勒斯 ↔ 路易·弗雷博 ↔ 卡尚市政府 ↔ 莱普莱什字 ↔ 花园街 ↔ 副省政府-玫瑰园 ↔ 勒克莱尔-沙莱 ↔ 夏尔·佩罗/夏尔·泰雷思 ↔ 弗雷讷市政府 ↔ 巴斯德 186：巴黎-意大利门 ↔ 勒克雷姆兰-比塞特尔市政府 ↔ 三公社 ↔ 上欧石楠 ↔ 戴高乐-古诺-塔巴努 ↔ 亨利·蒂拉尔-莱昂·茹奥 ↔ 图尔内勒 ↔ 南十字架-药学中心 ↔ 弗雷讷罗斯福环岛 187：巴黎-奥尔良门 ↔ 莱昂·甘必大 ↔ 阿尔克伊黑牛商业中心 ↔ 阿尔克伊十字架 ↔ 奥里粮仓 ↔ 快铁阿尔克伊-卡尚站 ↔ 卡尚市政府 ↔ 拉普莱讷 ↔ 小罗班松 ↔ 巴比斯·拉鲁梅斯 ↔ 龙萨尔初级中学 ↔ 比耶夫尔河花园 ↔ 弗雷讷监狱 ↔ 流放什字 ↔ 弗雷讷罗市政府 ↔ 莱格鲁 192：快铁罗班松站 ↔ 乌当 ↔ 索镇公园 ↔ 拉卡纳尔高级中学 ↔ 孔多塞-市政府-快铁站 ↔ 巴比斯·拉鲁梅斯 ↔ 副省政府-玫瑰园 ↔ 拉伊莱罗斯市政府 ↔ 亨利·蒂拉尔-莱昂·茹奥 ↔ 舍维伊拉吕市政厅 ↔ 布列塔尼 ↔ 蒂艾门 ↔ 朗日斯国际商贸城 193：阿尔克伊黑牛商业中心 ↔ 阿尔克伊十字架 ↔ 奥里粮仓 ↔ 快铁阿尔克伊-卡尚站 ↔ 卡尚市政府 ↔ 布吕姆-索赛 ↔ 拉伊莱罗斯市政府 286：维勒瑞夫路易·阿拉贡 ↔ 奥古斯特·德洛纳广场 ↔ 普瓦图 ↔ 比塞特尔街 ↔ 亨利·蒂拉尔-莱昂·茹奥 ↔ 图尔内勒 ↔ 南十字架-药学中心 ↔ 和平球场 ↔ 弗雷讷罗市政府 ↔ 快铁安东尼站 |
| 公共汽车                             | Valouette 瓦卢埃特公交路网 | V2：谢里乌庄园 ↔ 普瓦图 ↔ 比塞特尔街 ↔ 亨利·蒂拉尔-莱昂·茹奥 ↔ 戴高乐-古诺-塔巴努 ↔ 拉伊莱罗斯市政府 ↔ 副省政府-玫瑰园 ↔ 小罗班松 ↔ 巴比斯·拉鲁梅斯 ↔ ARPEA ↔ 附属邮局 ↔ 拉加雷讷围 ↔ 弗雷讷罗市政府 ↔ 巴斯德·饶勒斯 ↔ 巴斯德 V7：维勒瑞夫路易·阿拉贡（维勒瑞夫环线，经莱达利亚站） |
| 公共汽车                             | (N)                        | N21：沙特雷 ↔ 奥尔良门 ↔ 阿尔克伊市政厅 ↔ 卡尚市政府 ↔ 花园街 ↔ 副省政府-教堂 ↔ 副省政府-玫瑰园 ↔ 巴比斯·拉鲁梅斯 ↔ 皇后镇站 ↔ 安东尼桥 ↔ 马西-法兰西广场 ↔ 隆瑞莫医院 |
| 1.                                   |                            | |

## 政治

### 市政内阁

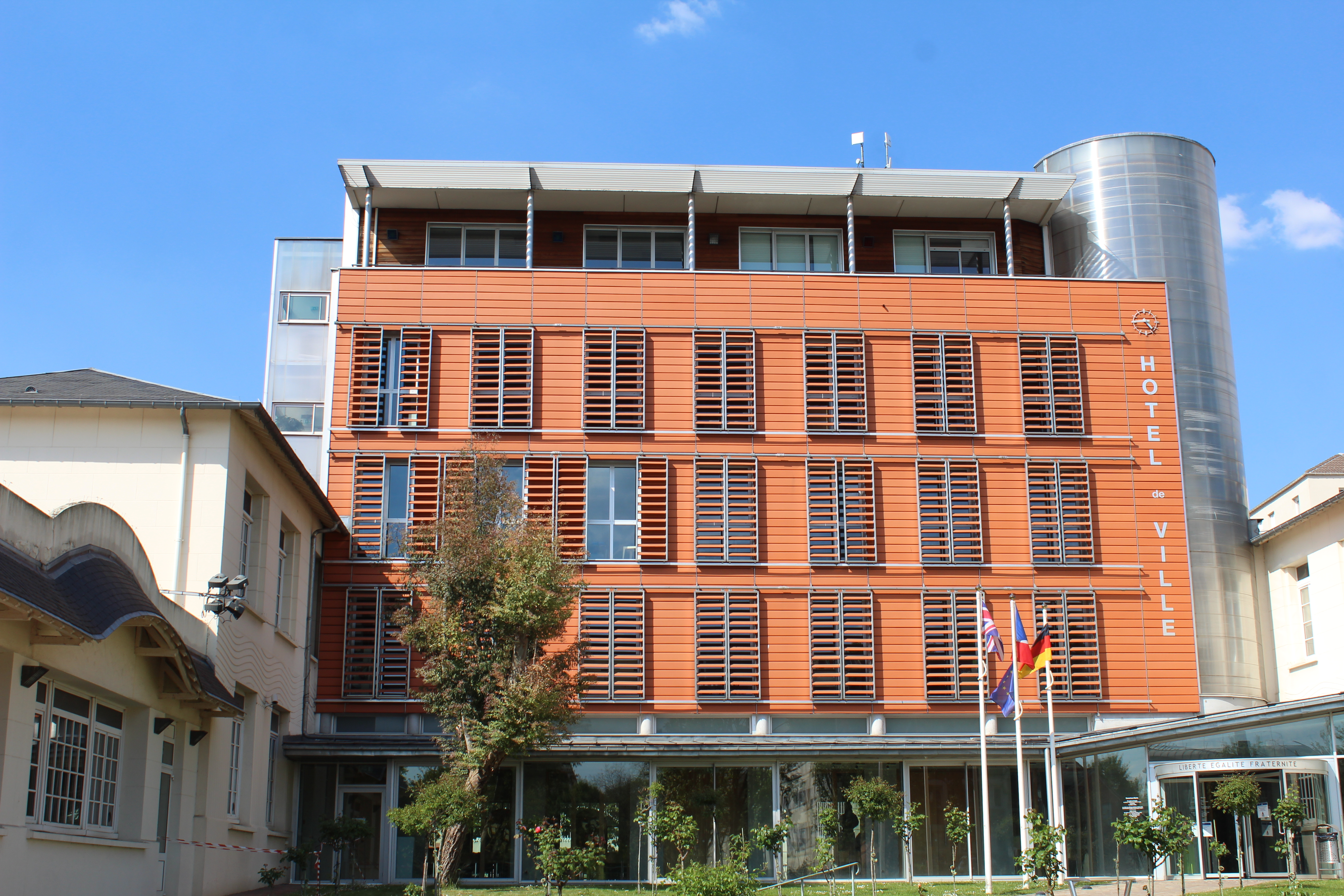
拉伊莱罗斯市政厅

拉伊莱罗斯的现任市长为樊尚·让布兰先生（Vincent JEANBRUN），他是共和党的一名成员，在2020年的市政选举中获得了54.26%的支持率。
| 拉伊莱罗斯历届市长 | 拉伊莱罗斯历届市长                                          | 拉伊莱罗斯历届市长             |
| 任期               | 市长                                                        | 党派                           |
| ------------------ | ----------------------------------------------------------- | ------------------------------ |
| 1944年－1945年     | Roger Jean COUVIDOU 罗歇·让·库维杜                          | 不详                           |
| 1945年－1947年     | Raymond BAUDIN 雷蒙·博丹                                    | PCF法国共产党                  |
| 1947年－1952年     | Jules NOUEL 朱尔·努埃尔                                     | 不详                           |
| 1952年－1953年     | Fernand André Alexis CHAPOTOT 费尔南·安德烈·亚历克西·沙波托 | 不详                           |
| 1953年－1954年     | Raymond BAUDIN 雷蒙·博丹                                    | PCF法国共产党                  |
| 1954年－1965年     | Jean-Marie DUCROT 让-马里·迪克罗                            | SFIO工人国际法国支部           |
| 1965年－1989年     | Pierre TABANOU 皮埃尔·塔巴努                                | SFIO工人国际法国支部 →PS社会党 |
| 1989年－1992年     | Marc MÉCHAIN 马克·梅尚                                      | PS社会党                       |
| 1992年－2012年     | Patrick SÈVE 帕特里克·塞沃                                  | PS社会党                       |
| 2012年－2014年     | Pierre COILBAULT 皮埃尔·夸尔博                              | PS社会党                       |
| 2014年－           | Vincent JEANBRUN 樊尚·让布兰                                | LR共和黨                       |

### 各级选举
| 拉伊莱罗斯历届投票选举结果 | 拉伊莱罗斯历届投票选举结果 | 拉伊莱罗斯历届投票选举结果 | 拉伊莱罗斯历届投票选举结果 | 拉伊莱罗斯历届投票选举结果  | 拉伊莱罗斯历届投票选举结果 | 拉伊莱罗斯历届投票选举结果 | 拉伊莱罗斯历届投票选举结果  | 拉伊莱罗斯历届投票选举结果 | 拉伊莱罗斯历届投票选举结果 |
| 选举项目                   | 选举范围                   | 选区单位                   | 选区单位内的选举结果       | 选区单位内的选举结果        | 选区单位内的选举结果       | 选区单位内的选举结果       | 选区单位内的选举结果        | 选区单位内的选举结果       | 参考资料                   |
| 选举项目                   | 选举范围                   | 选区单位                   | 第一轮胜出者               | 第一轮胜出者                | 支持率                     | 第二轮胜出者               | 第二轮胜出者                | 支持率                     | 参考资料                   |
| -------------------------- | -------------------------- | -------------------------- | -------------------------- | --------------------------- | -------------------------- | -------------------------- | --------------------------- | -------------------------- | -------------------------- |
| 2017年法國總統選舉         | 法國                       | 市镇                       |                            | 埃马纽埃尔·马克龙           | 31.1%                      |                            | 埃马纽埃尔·马克龙           | 82.35%                     | [ 28 ]                     |
| 2017年法国立法选举         | 马恩河谷省第七选区         | 市镇                       |                            | 让-雅克·布里代              | 35.1%                      |                            | 樊尚·让布兰                 | 52.37%                     | [ 28 ]                     |
| 2019年欧洲议会选举         | 法國                       | 市镇                       |                            | 纳塔莉·卢瓦索               | 27.25%                     | （不适用）                 | （不适用）                  | （不适用）                 | [ 30 ]                     |
| 2021年法国省级选举         | 马恩河谷省                 | 县                         |                            | 索菲安·穆阿利 拉希达·萨达纳 | 40.75%                     |                            | 安托万·马德兰 梅拉妮·诺瓦克 | 51.92%                     | [ 31 ]                     |
| 2021年法国省级选举         | 马恩河谷省                 | 市镇                       |                            | 安托万·马德兰 梅拉妮·诺瓦克 | 43.33%                     |                            | 安托万·马德兰 梅拉妮·诺瓦克 | 54.1%                      | [ 31 ]                     |
| 2021年法国大区选举         | 法蘭西島大區               | 市镇                       |                            | 瓦莱丽·佩克雷斯             | 36.65%                     |                            | 瓦莱丽·佩克雷斯             | 46.01%                     | [ 32 ]                     |
| 2022年法国总统选举         | 法國                       | 市镇                       |                            | 让-吕克·梅朗雄              | 32.46%                     |                            | 埃马纽埃尔·马克龙           | 76.56%                     | [ 28 ]                     |
| 2022年法国立法选举         | 马恩河谷省第七选区         | 市镇                       |                            | 拉谢尔·凯凯                 | 35.62%                     |                            | 罗克萨娜·默勒奇内亚努       | 51.4%                      | [ 28 ]                     |

## 人口
2019年，拉伊莱罗斯市镇人口数量为32,071，在法国排名第254位。其中男性15,382人，女性16,689人，75岁及以上人口占8.3%，外籍人口数量为4,698人，人口密度为8,223人/平方公里，当地居民被称为（男性）或（女性）。2020年，拉伊莱罗斯境内出生431人，死亡人口250人。
| 拉伊莱罗斯1901年－2019年人口变化情况 |
|                                      |
| 数据来源：Cassini、INSEE             |

## 经济
拉伊莱罗斯是巴黎南郊的一个卫星城。截止2022年10月，拉伊莱罗斯市镇范围内共有各类用人单位（包含自雇）3,574家，比上一年同期新增了205家。（特种食品销售）、（建筑工程）及（房屋工程）是当地2021年营业额最高的三个企业，分别为17,191,070欧元、12,110,828欧元和8,150,100欧元。

## 财政与居民收入
2020年，拉伊莱罗斯的财政收入总额为61,835,900欧元，财政支出总额为55,829,000欧元，当年的债务总额为37,987,800欧元。2021年，拉伊莱罗斯市镇共获得4,572,888欧元的国家财政补助，比上一年增加了0.45%。
2020年，拉伊莱罗斯的人均月收入总额为2,836欧元，其中高级职员为4,465欧元，高于法国平均水平（4,230欧元）；中级职员为2,563欧元，高于法国平均水平（2,411欧元）；普通职员为1,855欧元，亦高于法国平均水平（1,740欧元）。
2019年，拉伊莱罗斯境内的青壮年（15至64岁）失业率为12.6%，当地57.7%的家庭拥有纳税资格，平均纳税4,901欧元，高于法国平均水平（3,910欧元）。

## 社会事务

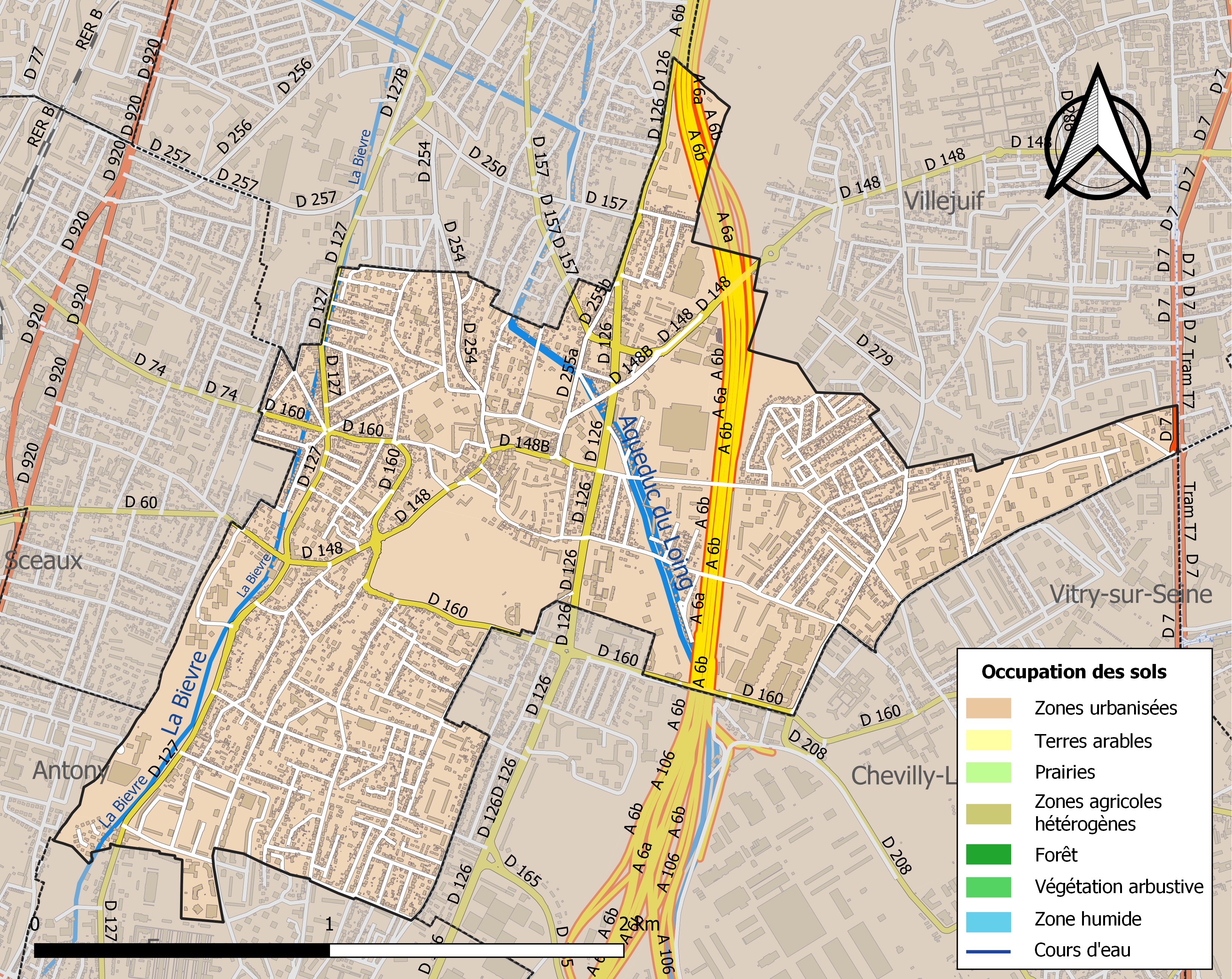
拉伊莱罗斯土地利用情况地图

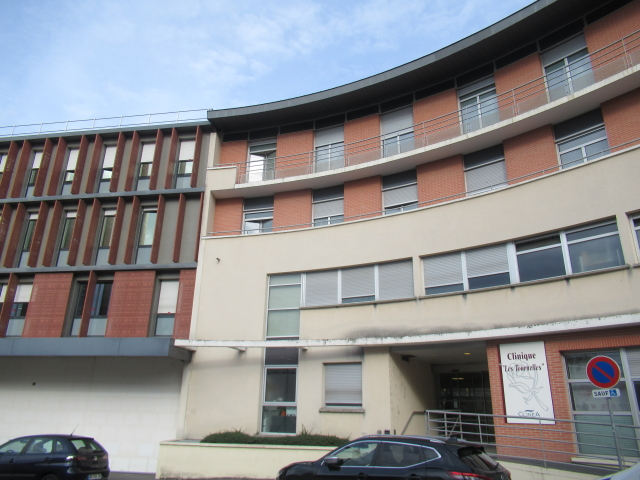
莱图尔内勒诊疗中心

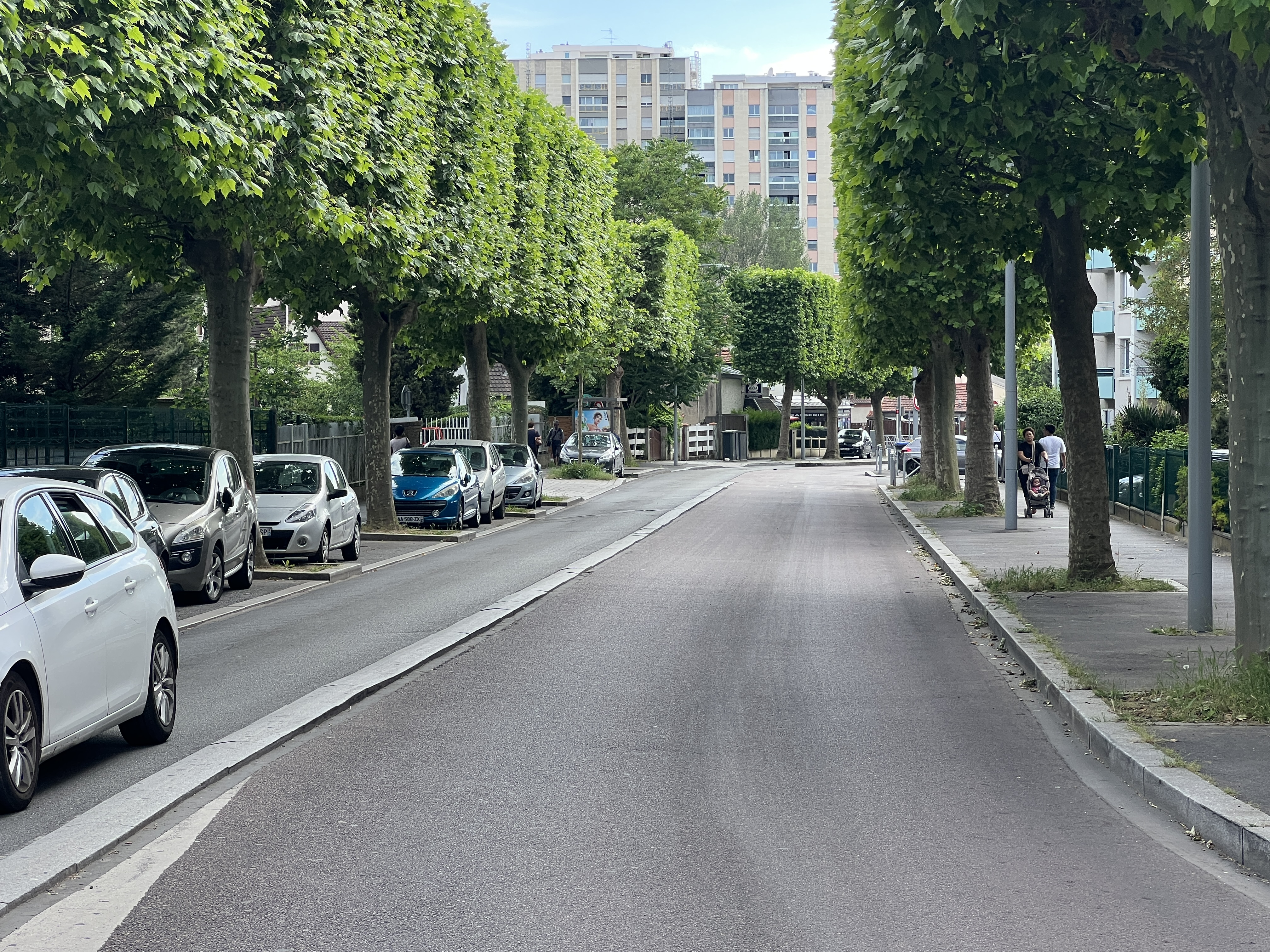
戴高乐将军街

### 教育
拉伊莱罗斯属于克雷泰伊学区。截止2021年1月1日，拉伊莱罗斯境内共有7所幼儿园、7所小学和3所初级中学。2018至2019学年度，拉伊莱罗斯境内共有在校中等教育阶段学生1,290名。

### 医疗
截止2021年1月1日，拉伊莱罗斯境内共有全科医生14名、保健师9名、牙医13名、护士21名、助产士4名和妇科医生1名。境内共有药房11家、残疾人帮扶中心5家。
莱图尔内勒诊疗中心（Clinique Les Tournelles）建成于1960年，是一家位于拉伊莱罗斯市区的私立医疗机构。
距离拉伊莱罗斯最近的区域性医疗机构为保罗·布鲁斯医院，该院是巴黎公共医疗集团成员，其主病区位于维勒瑞夫市区，距离拉伊莱罗斯市区的正常车程约10分钟，该院设有床位771个，是当地规模最大的公立综合性医院。

### 住房
2019年，拉伊莱罗斯境内共有各类住房14,075套，其中25.1%为独立式居民区，74.1%为集中式居民区。常住房屋占拉伊莱罗斯市镇范围内居民建筑总量的92.7%。
在住房保障政策方面，2021年，拉伊莱罗斯境内共有2,548户家庭获得了住房经济补助，受益人数占总人口数量的7.9%，其中2,501份为房租补助。

### 商业
2021年，拉伊莱罗斯境内共有各类实体商铺385家，其中餐厅56家、大型超市4家、杂货店13家、面包房17家、肉铺8家、书店3家、装饰品店1家、银行门店8家、美容美发店28家、汽车维修店16家。市区东北部建有一家家乐福大型超市，市区东部则建有一家欧尚购物商场。

### 体育
2021年，拉伊莱罗斯境内共有1家游泳池、7间体育馆、1座综合体育场、12处网球场、3处足球或橄榄球场以及8处篮球或排球场。
截至2022年10月，拉伊莱罗斯境内共有两家注册足球俱乐部。拉伊莱罗斯足球运动员俱乐部（CA L'Haÿ les Roses Football，编号500716）是当地的代表性足球队，其主队2022至2023赛季参加马恩河谷省足球联赛乙组（法国第十级别），其主场为埃夫利娜·热拉尔球场（Stade Evelyne Gérard）。

### 环境
拉伊莱罗斯的环境事务由其所属的大巴黎都会区和大奥利-塞纳-比耶夫尔公共土地管理局联合各级政府协调负责。2021年，拉伊莱罗斯境内共有1家污染企业。

### 治安
2021年，拉伊莱罗斯市镇范围内共有1处派出所。
拉伊莱罗斯警区（zone police de L'Hay les Roses）的管辖范围共包括5个市镇。2020年，该警区累计记录各类案件6,152起，其中盗窃类案件3,226起，经济类案件809起，毒品交易类案件468起。

## 文化
2021年，拉伊莱罗斯境内共有1家电影院和1家音乐厅。拉伊莱罗斯市政府提供多媒体中心，每周二至六及每个月的首个周日向公众开放。

### 建筑
拉伊莱罗斯境内有多处历史建筑，其中法国国家文物保护单位包括圣莱奥纳尔教堂、贝莱尔屋（Villa du Bel-Air）等，圣露易丝小教堂是当地的地标性建筑物。

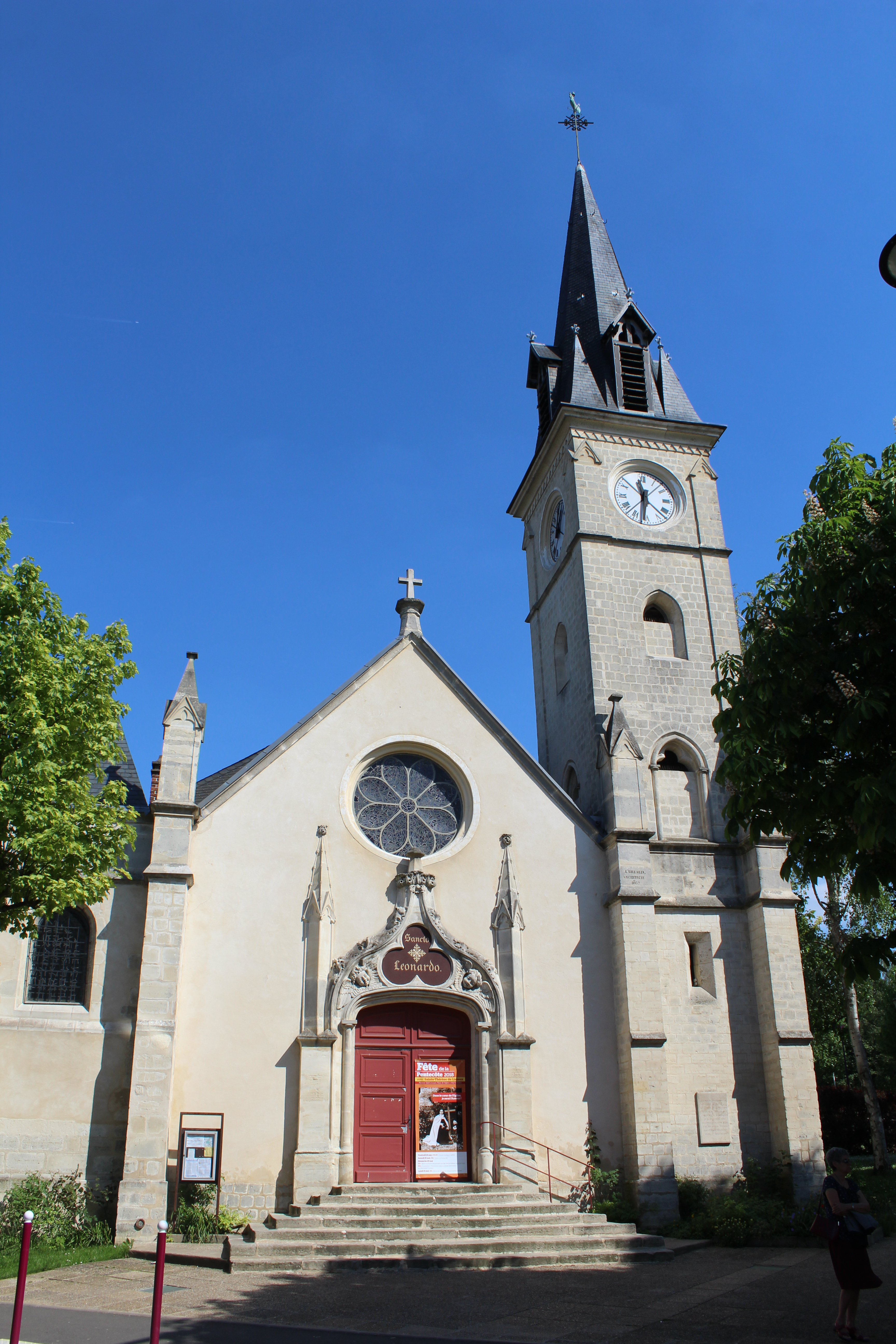
圣莱奥纳尔教堂（法语：Église Saint-Léonard de L'Haÿ-les-Roses）
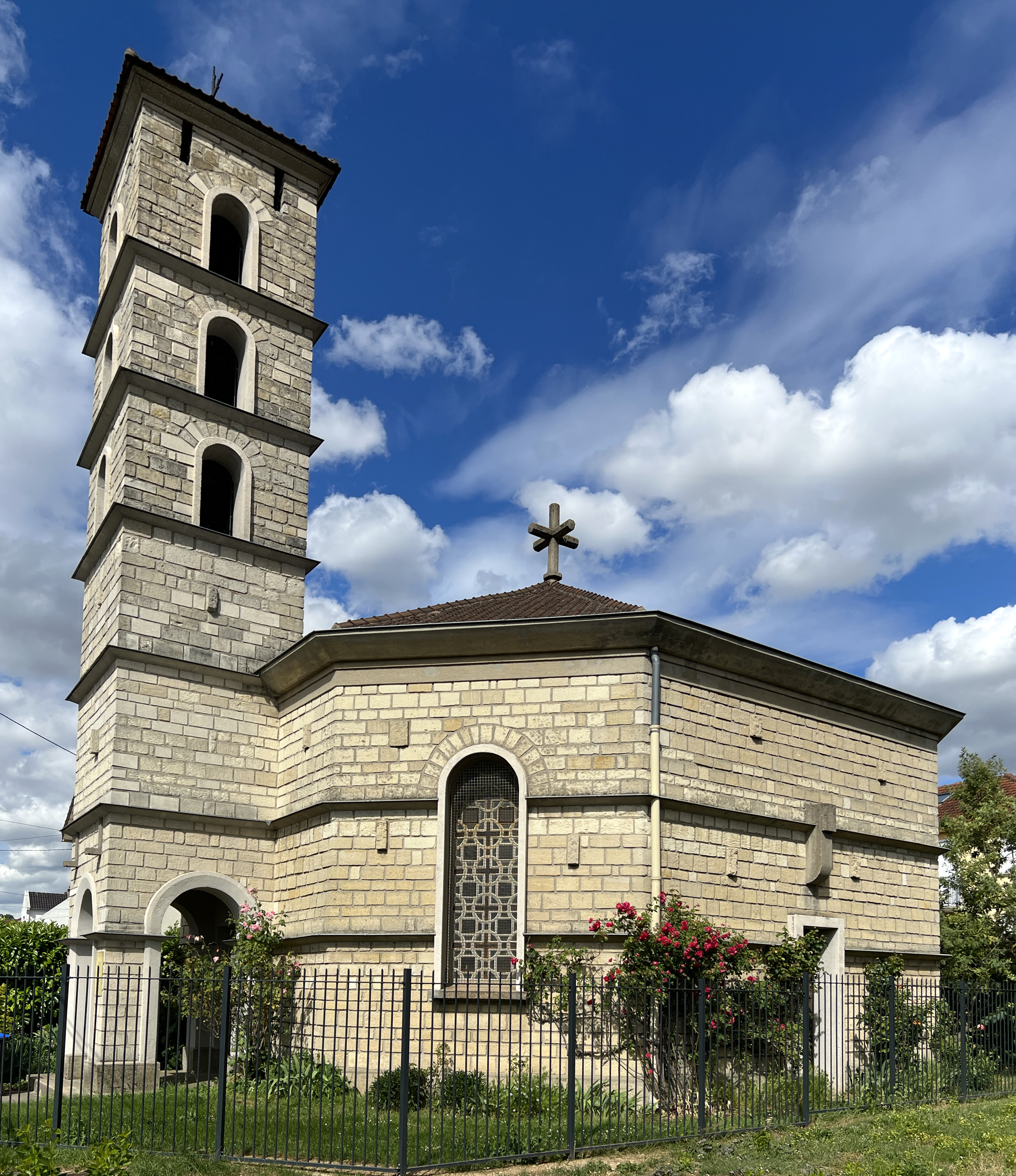
圣露易丝小教堂（法语：Chapelle Sainte-Louise-de-Marillac de L'Haÿ-les-Roses）
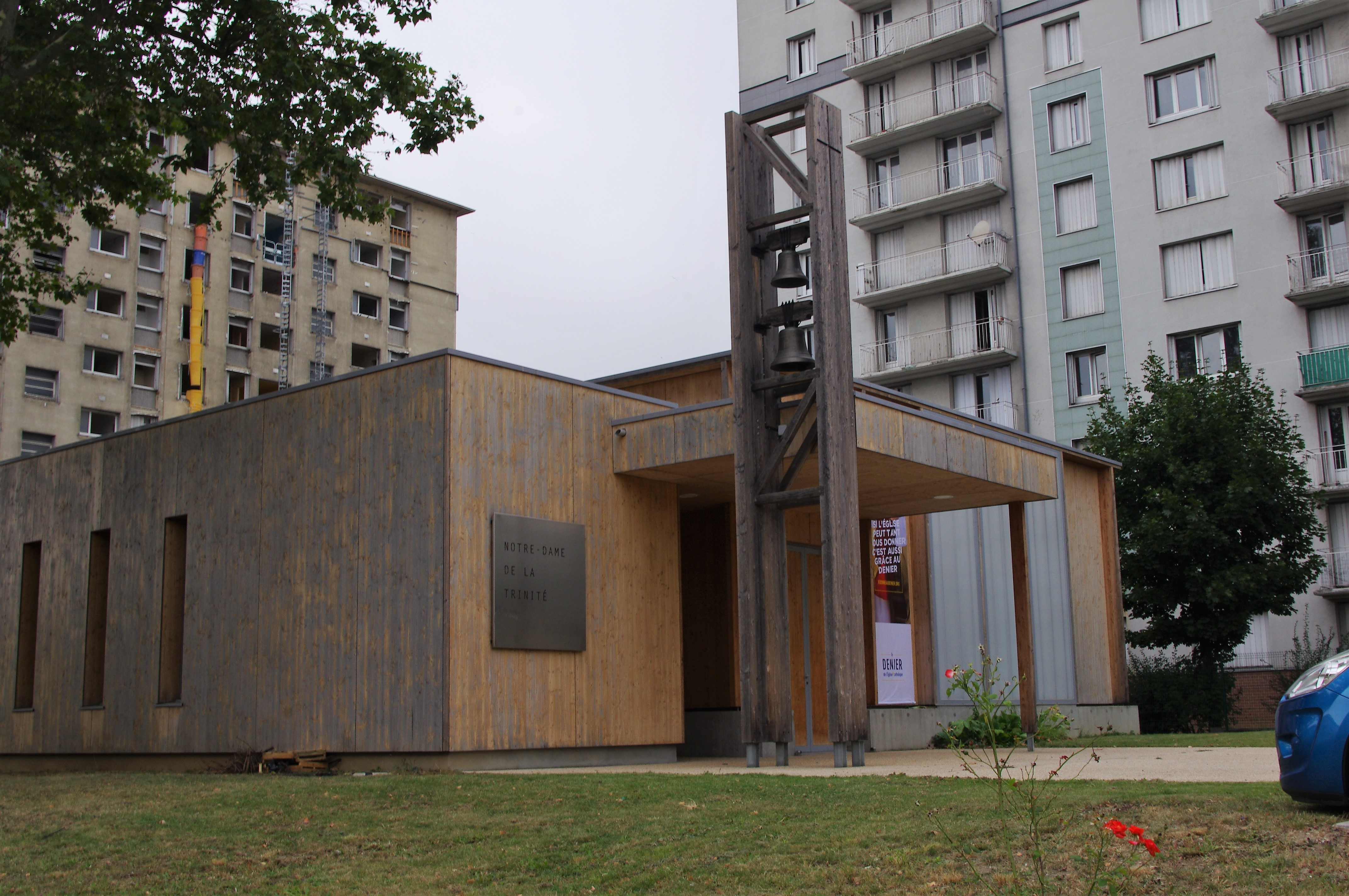
圣母小教堂
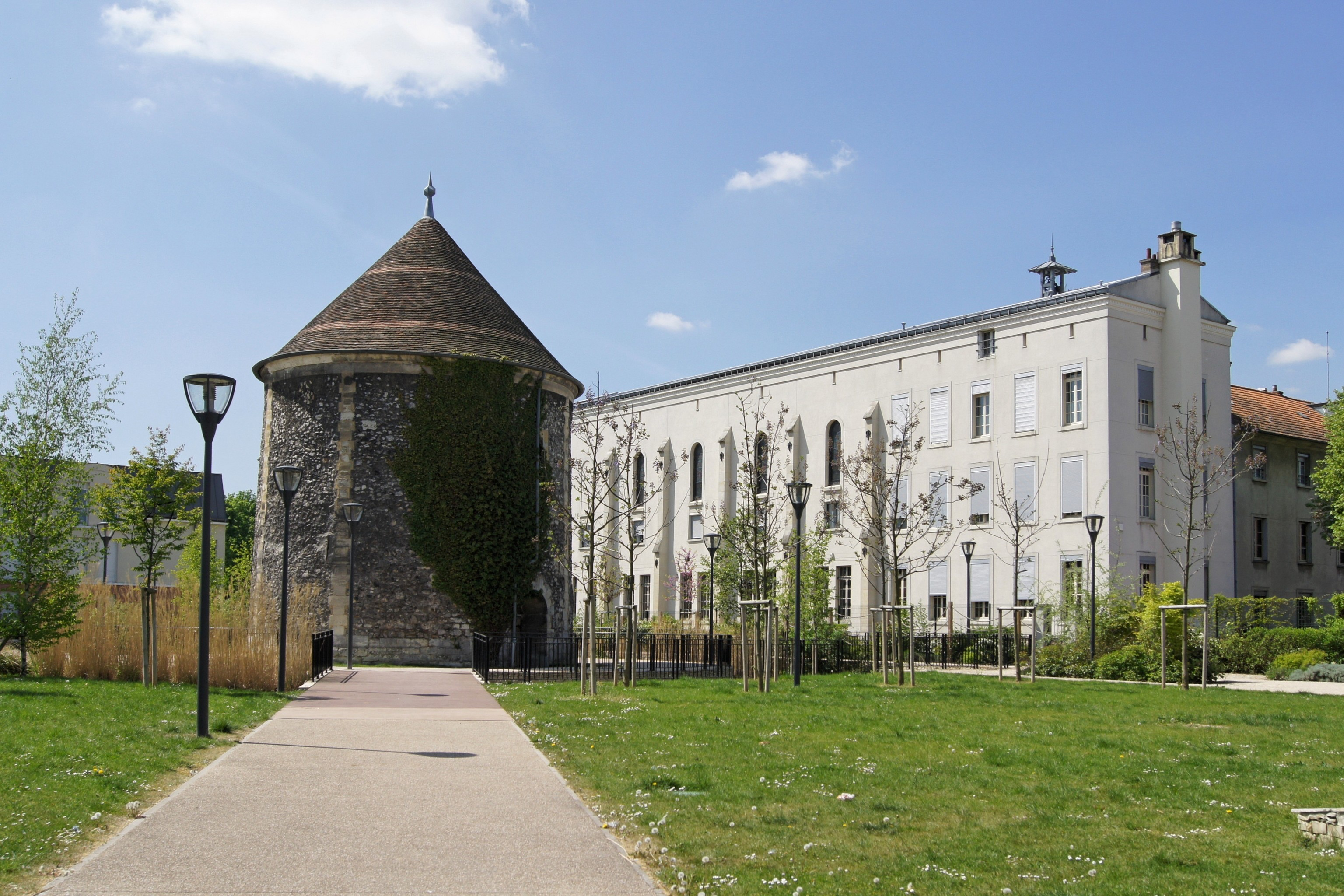
图尔内勒城堡
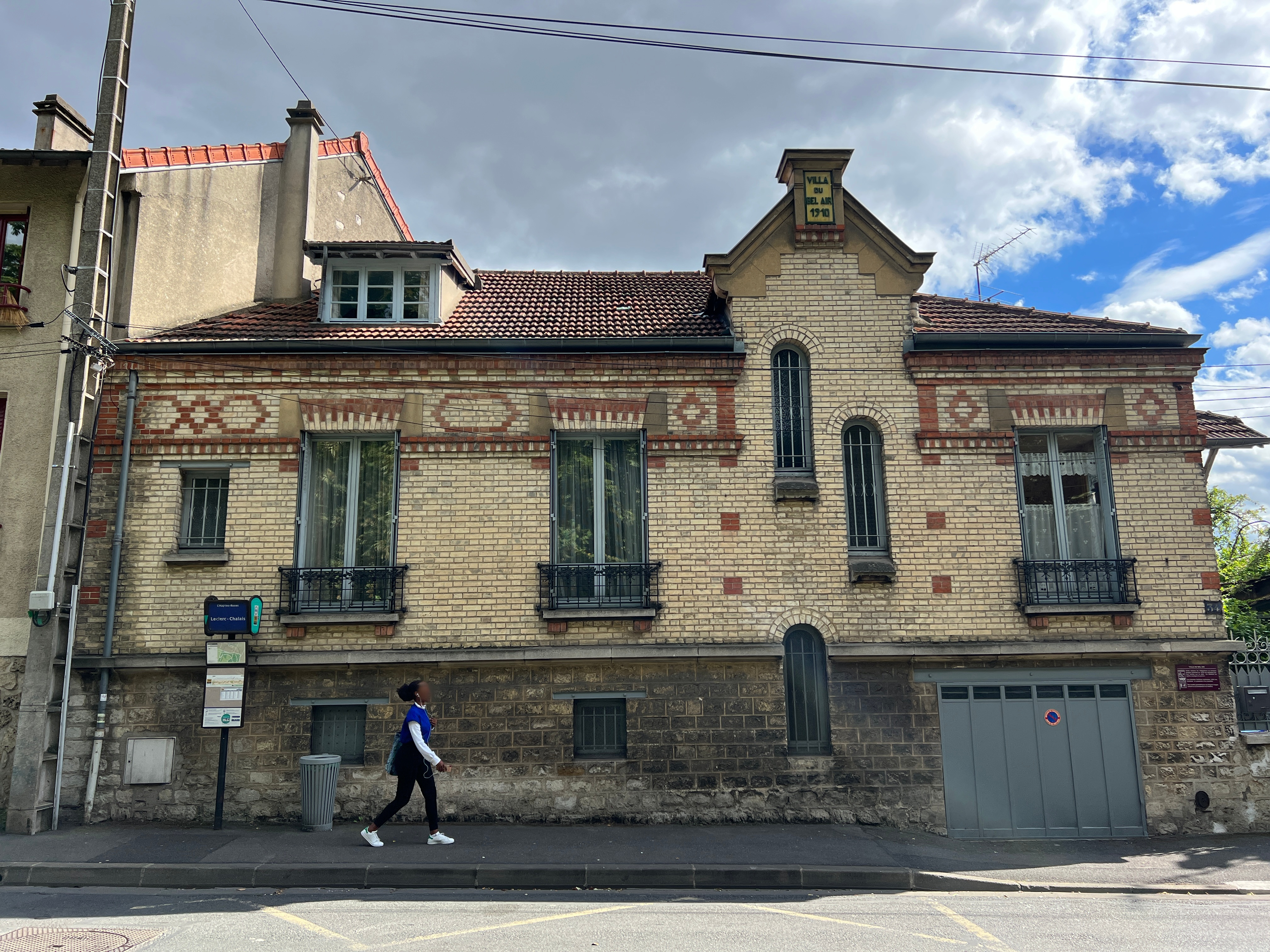
贝莱尔屋
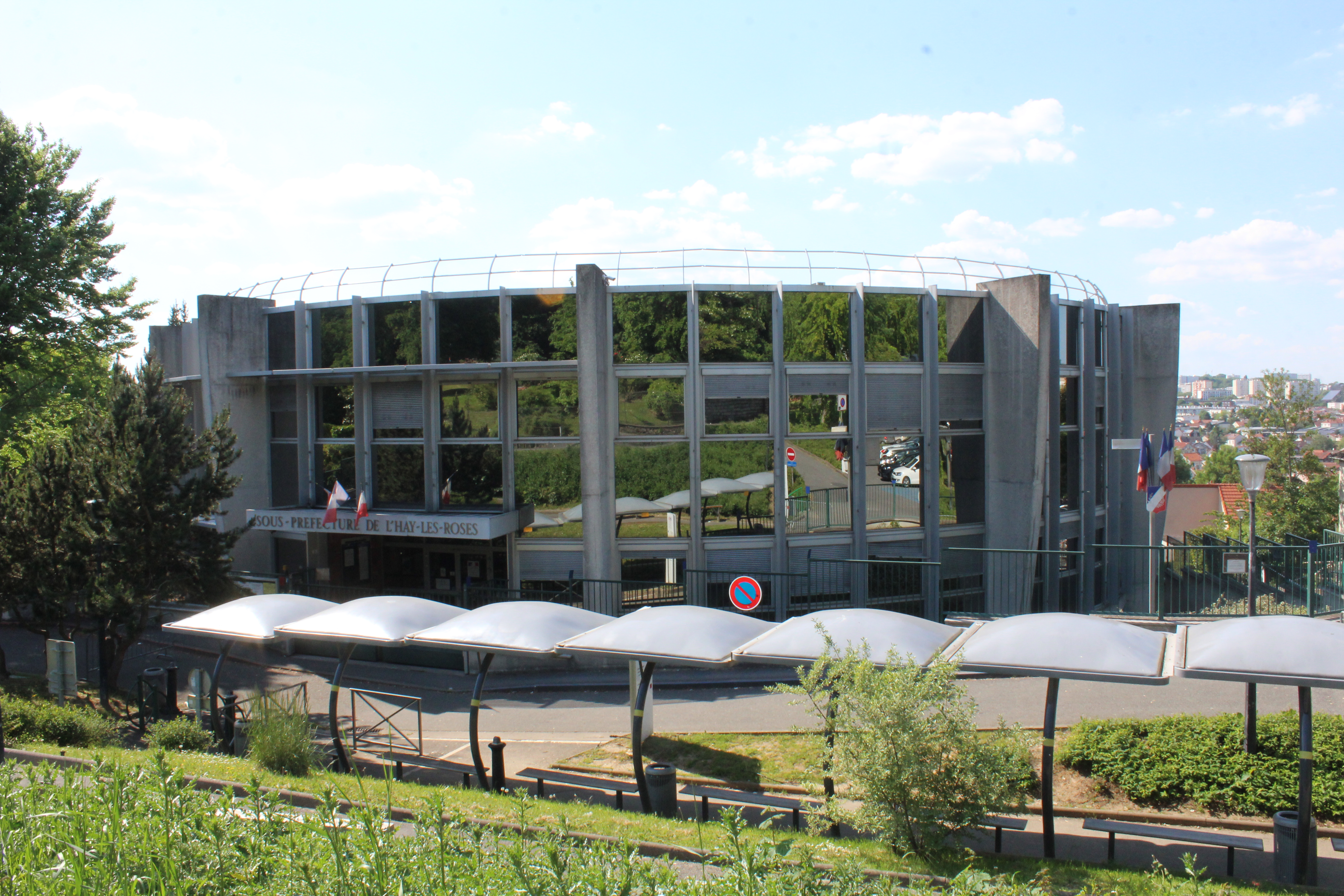
副省政府大楼
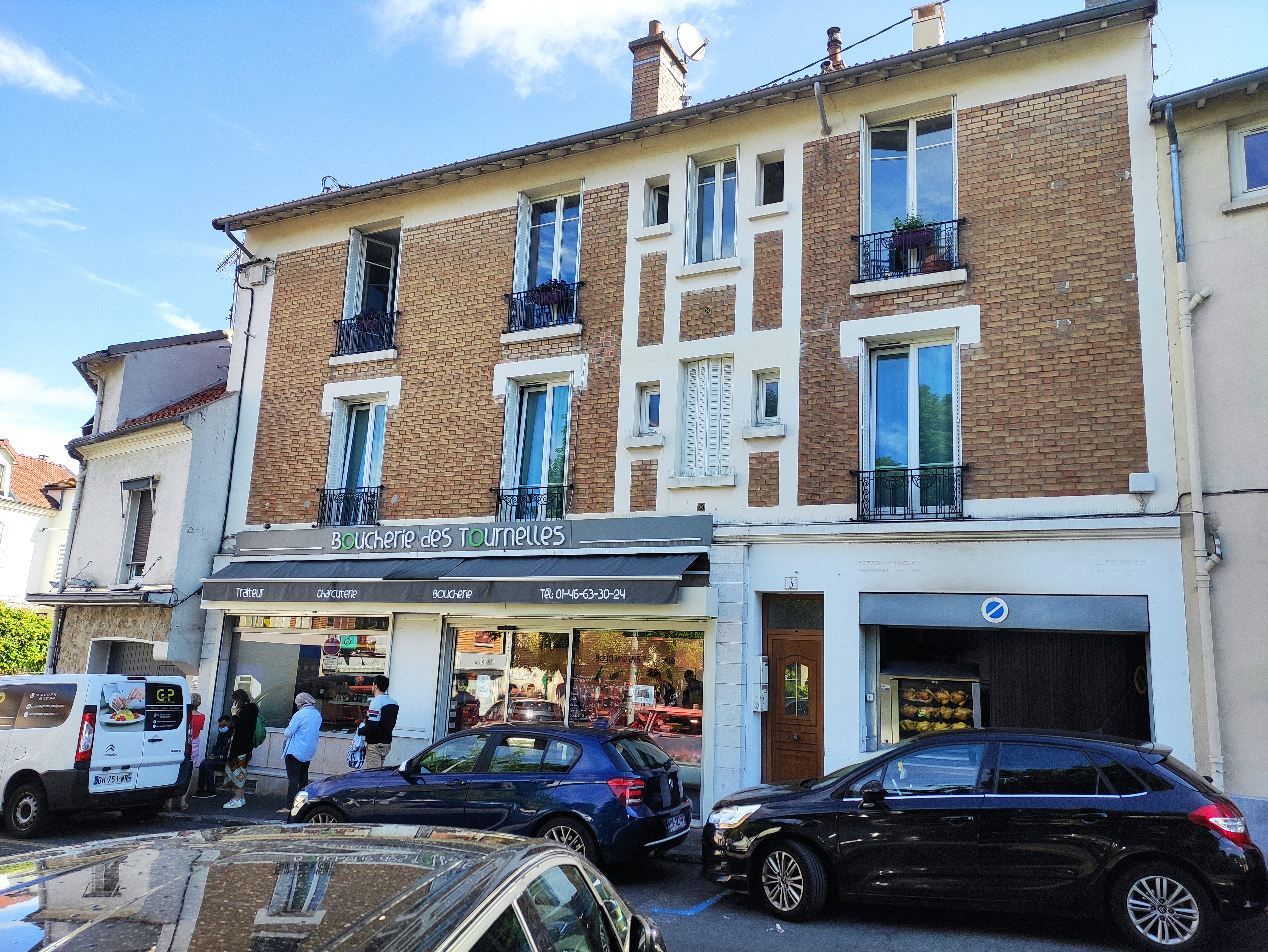
传统民居

### 旅游
拉伊莱罗斯的旅游事务由其所属的大巴黎都会区、马恩河谷省和当地政府协调负责。2022年，拉伊莱罗斯境内暂无任何游客接待设施。

### 媒体
法国主要的媒体均可在拉伊莱罗斯接收，法国电视三台下属的法兰西岛大区频道在部分时段播出拉伊莱罗斯所属的马恩河谷省的地方新闻。《巴黎人报》、蓝色法兰西巴黎广播、BFM电视台法兰西岛频道等是当地主要的地方性媒体。

## 相关人物
法国女演员克蕾曼丝·波西、赛车手弗朗克·拉戈尔斯、足球运动员阿莱西斯·罗马奥和朱里奥·多尼萨出生于拉伊莱罗斯。

## 友好城市
截至2022年10月，拉伊莱罗斯共与两座城市互为友好城市关系：
- 德国 巴特黑斯费尔德
- 北爱尔兰 奥马